# Bach Gesellschaft

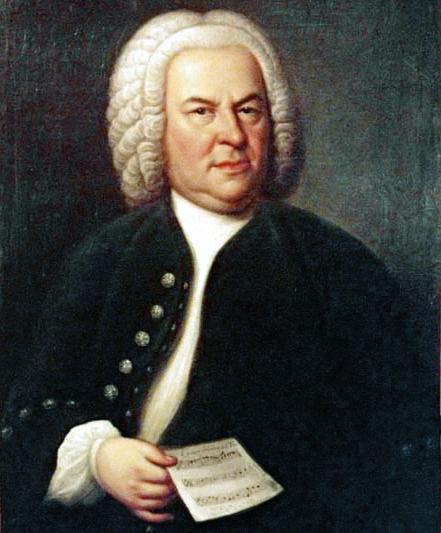
Johann Sebastian Bach

De Bach Gesellschaft werd opgericht in 1850 om het oeuvre van Johann Sebastian Bach te promoten en te publiceren. Het jaar van oprichting sloot aan bij de honderdste sterfdag van Bach. Deze organisatie vervulde een belangrijke rol in de herwaardering van Bach door het publiceren van vrijwel diens gehele toenmaals bekende bladmuziek. Ook Johannes Brahms werkte eraan mee. Na de voltooiing van de publicaties hief de Bach Gesellschaft zichzelf in 1900 op.

## Achtergronden
De 19e-eeuwse Bach Gesellschaft dient onderscheiden te worden van de opvolger, de Neue Bachgesellschaft, die in 1900 werd opgericht. De Neue Bachgesellschaft richtte zich niet zozeer op publicatie van werken maar veeleer op het promoten van Bachs muziek door het organiseren van een jaarlijks terugkerend Bach-festival dat op diverse locaties wordt gehouden.

## Oprichters
De oprichters van de Bach Gesellschaft waren:
- Moritz Hauptmann, die cantor was aan de Thomaskirche in Leipzig
- Otto Jahn, biograaf van Mozart
- Carl Ferdinand Becker, organist en docent aan het Leipziger Conservatorium
- Robert Schumann, componist en muziekrecensent.

## Geschiedenis van de publicaties
De Bach Gesellschaft begon in 1851 met het publiceren van Bachs werken in 46 banden. Band 1 bevat onder andere BWV 1, de cantate Wie schön leuchtet der Morgenstern. In 1900 verscheen de laatste band van de 46 delen. Soms wordt de publicatie in 1926 van Die Kunst der Fuge door Wolfgang Graeser als Band 47 aangemerkt. Ook verscheen dit werk als supplement op de serie in de uitgave door Breitkopf & Härtel, die de hele originele serie ook uitgaf. Tevens omvat band 45 deel 1 (uit 1895) een gereviseerde editie ("Neue berichtige Ausgabe") van de Engelse suites en Franse suites die eerder in Band 13 al waren gepubliceerd.
In elke band is ook een lijst opgenomen van medewerkers. Hieruit leert men dat ook Johannes Brahms een der redacteuren van het project was. 

## Kwaliteit van de uitgave
De diverse banden verschillen enigszins wat betreft kwaliteit en nauwkeurigheid. De bachkenner Hans T. David had bijvoorbeeld kritiek op de in Band 31 opgenomen editie van Das Musikalisches Ofper omdat er diverse (druk-)fouten in stonden. De Encyclopædia Britannica (editie 1911) noemt de uitgave als geheel "of very unequal merit" (ofwel: wisselend van kwaliteit). Britannica prijst wel de uitgave van Wilhelm Rust en merkt op dat sinds diens dood de uitgavestandaarden achteruit gingen. Als voorbeeld citeert zij een deel waarin de bas en vioolpartij binnen een werk een hele maat ten opzichte van elkaar verschoven zijn, klaarblijkelijk als gevolg van slordig redigeerwerk. Ralph Kirkpatrick wijst in zijn uitgave van de Goldbergvariaties ook op diverse fouten in de BG-uitgave, die hij in zijn eigen uitgave corrigeerde, met name waar het de weergave van de ornamenten betrof. (Hierbij dient te worden opgemerkt dat in de Bachgesellschaftuitgave de Goldbergvariaties reeds in Band 3 zijn gepubliceerd in 1853.)
Ondanks de kritiek vormden de Bach-Gesellschaftuitgaven een belangrijke prestatie en droeg dit hele project bij aan de studie van en waardering voor Bach en diens werken. Bachs complete werk werd overigens tussen 1954 en 2007 opnieuw uitgegeven (als de Neue Bach-Ausgabe) door Bärenreiter en de 'Deutscher Verlag für Musik'.